# Pled

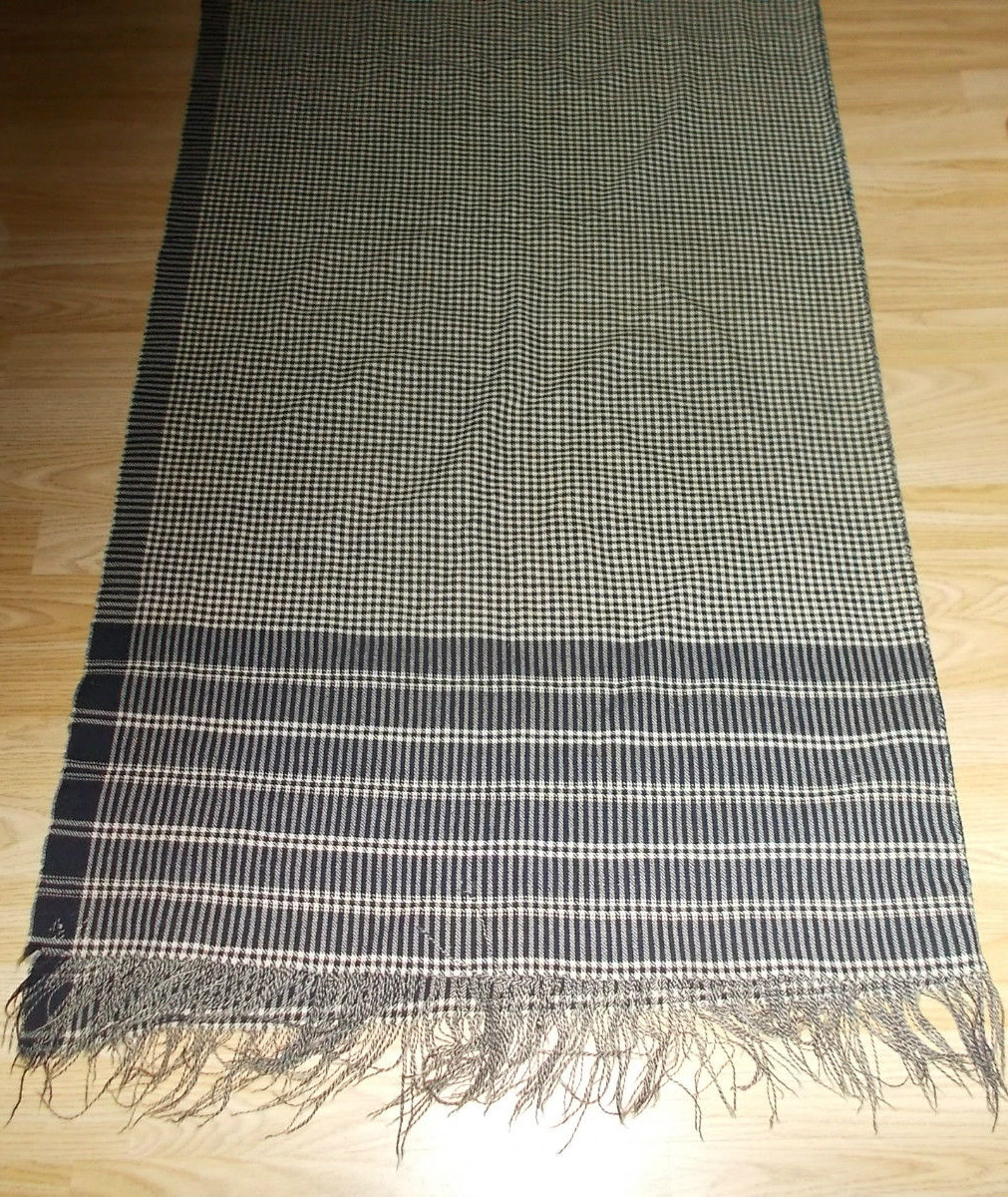
Szkocki pled maud z Lanarkshire

Pled – płat grubego sukna lub tkaniny bawełnianej; rodzaj koca używanego jako przykrycie w czasie snu albo okrycie wierzchnie w typie płaszcza, noszone na ramionach bądź przerzucane przez ramię. Charakterystyczny element hiszpańskiego i portugalskiego stroju ludowego pod nazwą manta oraz szkockiego stroju regionalnego jako plaid (ployde).